# Bulbophyllum senghasii
Bulbophyllum senghasii är en orkidéart som beskrevs av G.A.Fisch. och Anton Sieder. Bulbophyllum senghasii ingår i släktet Bulbophyllum och familjen orkidéer. Inga underarter finns listade i Catalogue of Life.